# Xã Eldorado, Quận McDonough, Illinois
Xã Eldorado (tiếng Anh: Eldorado Township) là một xã thuộc quận McDonough, tiểu bang Illinois, Hoa Kỳ. Năm 2010, dân số của xã này là 134 người.